# 原特提斯洋

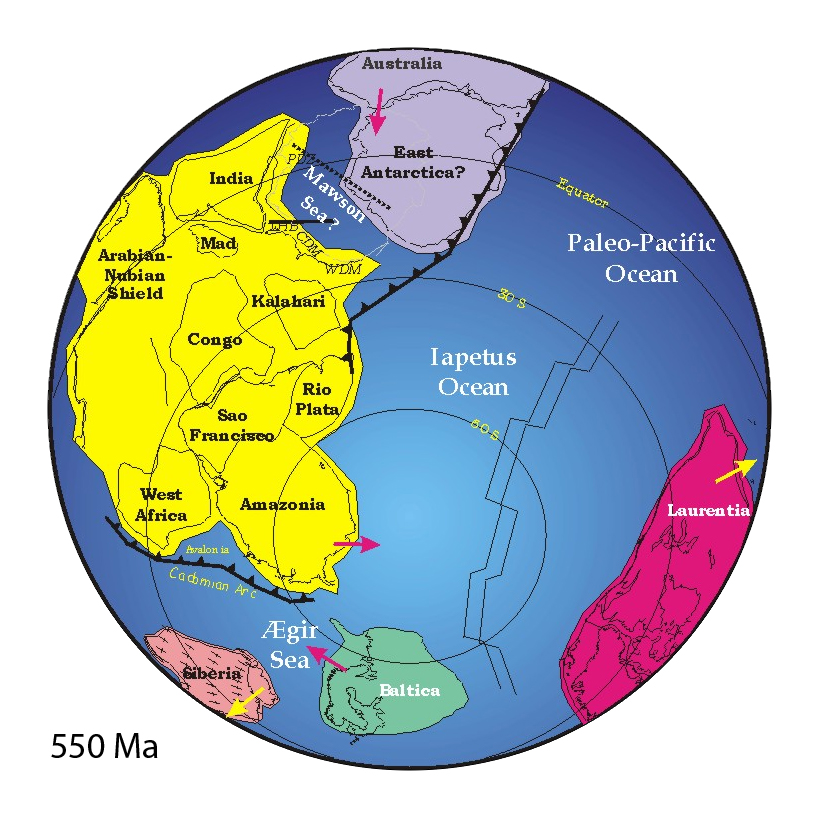
5.5亿年前的地球的海陆分步

原特提斯洋（Proto-Tethys Ocean）是個史前海洋，存在於埃迪卡拉紀晚期到石炭紀（550–330 Ma）。原特提斯洋的位置相當於之後古特提斯洋的位置。

## 概念历史
“原特提斯洋”这一名称曾指许多不同的概念，一般认为是古特提斯洋的前身，后者自前寒武纪开始将冈瓦纳大陆及其邻近岛屿（常称为近冈瓦纳，peri-Gondwana）与各大洲分隔开。
据von Raumer & Stampfli 2008，在550 Ma的卡多米造山运动之后，原特提斯洋与巨神海、特恩奎斯特海分别构成了同一片大洋的东西部，后来俯冲到冈瓦纳大陆的北部边缘之下。这个模型中，原特提斯洋分开了华北陆块、波罗的大陆与冈瓦纳大陆。在500-480 Ma的早奥陶世，由于尚鲁斯弧后盆地的作用，原特提斯洋被俯冲到卡多米地块之下。Torsvik & Cocks 2009用“Ran洋”称呼这片海洋，
其他地址学家则对这海洋的存在提出了质疑。

## 古生代演化
大約5.4億年前，潘諾西亞大陸分裂成勞倫大陸、波羅地大陸、西伯利亞大陸、岡瓦納大陸，原特提斯洋從中間開始形成，位于西部的西伯利亚和东部的冈瓦纳之间。原特提斯洋的北界接臨泛大洋，兩者之間以哈薩克大陸與島弧隔開。
寒武紀時期，原特提斯洋持續擴張。在奧陶紀晚期到志留紀早期，面積達到最大。在志留紀晚期，華北陸塊、華南陸塊分別脫離岡瓦納大陸，原特提斯洋開始縮小。在泥盆紀晚期，哈薩克大陸與西伯利亞大陸碰撞，原特提斯洋更為縮小。
在石炭紀，華北陸塊與西伯利亞-哈薩克大陸碰撞，原特提斯洋閉合、消失；而古特提斯洋擴張，取代原特提斯洋的原有位置。

## 外部連結
- -地球的歷史
  - 原特提斯洋的圖片(寒武紀)
  - 原特提斯洋、古特提斯洋的圖片(泥炭紀)

1. ↑  von Raumer & Stampfli 2008，Introduction, p. 9
2. ↑  von Raumer & Stampfli 2008，Fig. 7a-c
3. ↑  Torsvik & Cocks 2009，第5頁
4. ↑  Berra & Angiolini 2014，Cambrian (late Cambrian, about 500 Ma), p. 4
5. ↑  Catalán et al. 2004，Fig. 1